# آلي آكر
آلي آكر (بالإنجليزية: Ally Acker)‏ هي كاتِبة وشاعرة أمريكية، ولدت في 17 أغسطس 1954 في نيويورك في الولايات المتحدة.

## وصلات خارجية
- آلي آكر على موقع IMDb (الإنجليزية)
- آلي آكر على موقع قاعدة بيانات الفيلم (الإنجليزية)